# Istocheta cinerea
Istocheta cinerea är en tvåvingeart som först beskrevs av Macquart 1851.  Istocheta cinerea ingår i släktet Istocheta och familjen parasitflugor. Inga underarter finns listade i Catalogue of Life.